# Telestes montenigrinus
Telestes montenigrinus o Leuciscus montenigrinus es una especie de peces de la familia de los Cyprinidae en el orden de los Cypriniformes.

## Hábitat
Es un pez de agua dulce.

## Distribución geográfica
Se encuentra en Europa: río Moraca, cerca de Titograd.